# Kostel Nejsvětější Trojice (Bzí)
Římskokatolický farní kostel Nejsvětější Trojice ve Bzí je barokní sakrální stavba stojící vysoko nad pravým břehem Jizery asi 3 km od centra Železného Brodu. Od roku 1963 je kostel chráněn jako kulturní památka.

## Historie

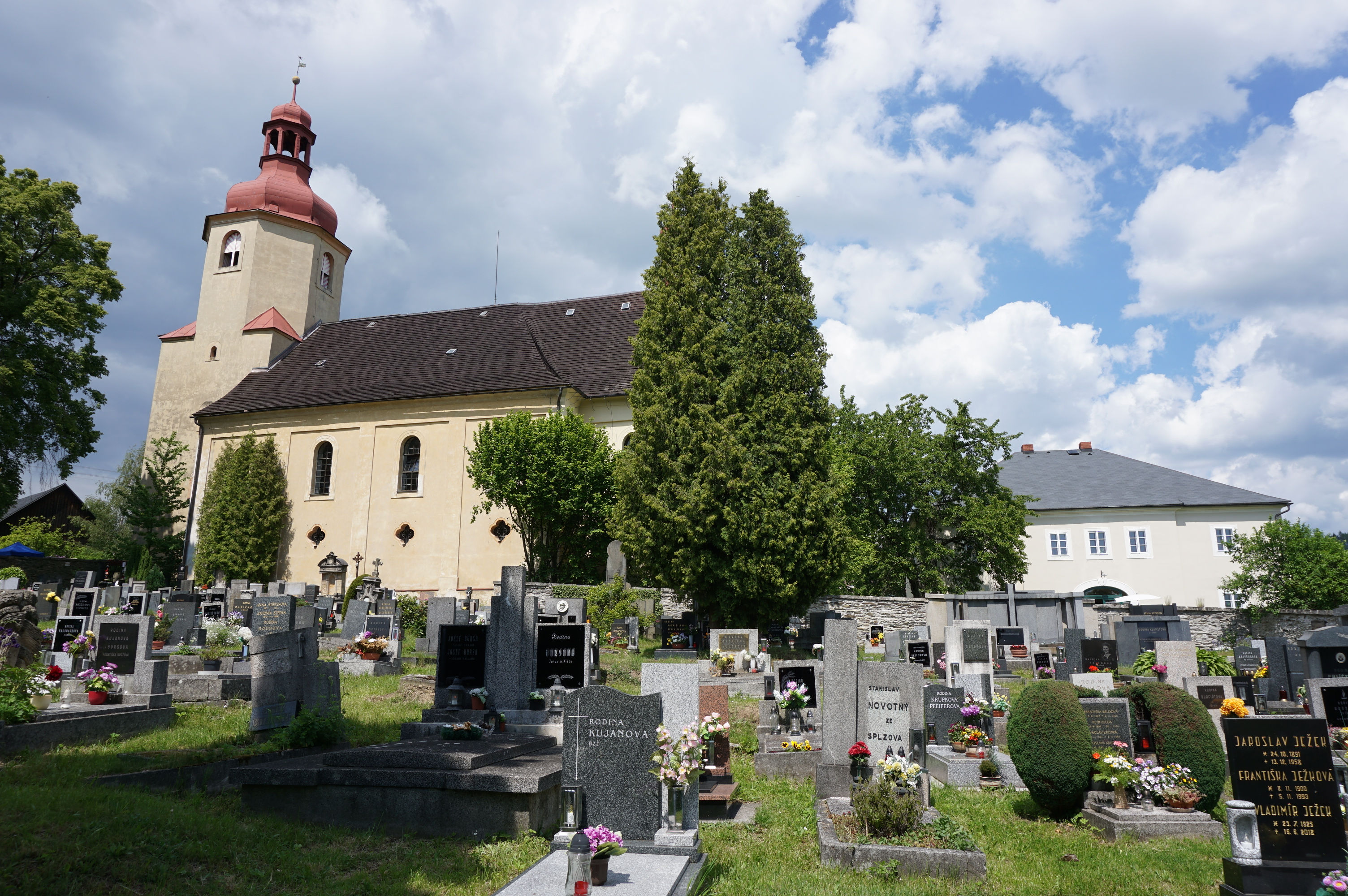
Pohled na kostel ve Bzí z boku s opravenou budovou fary

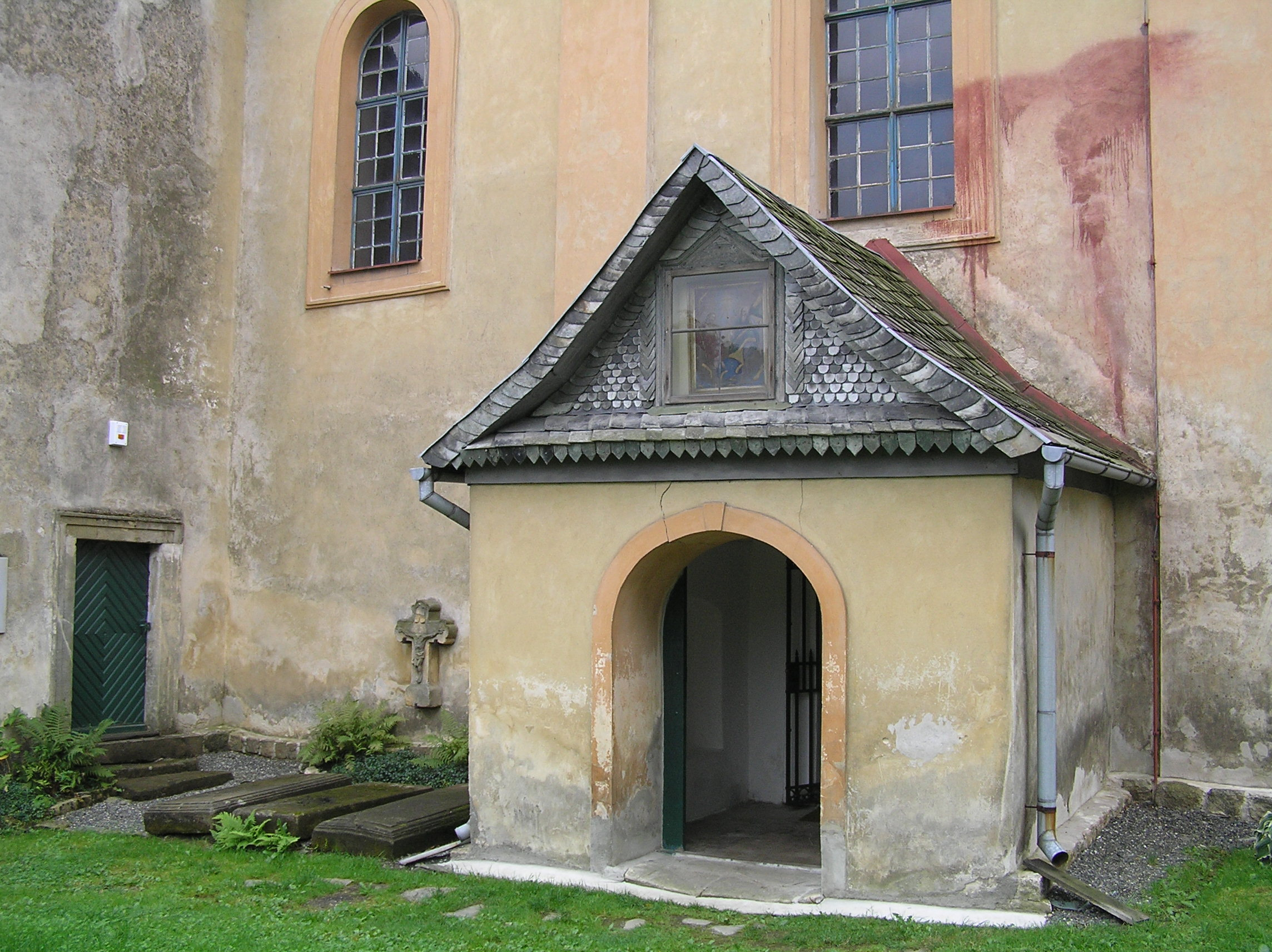
Vstup do kostela ve Bzí

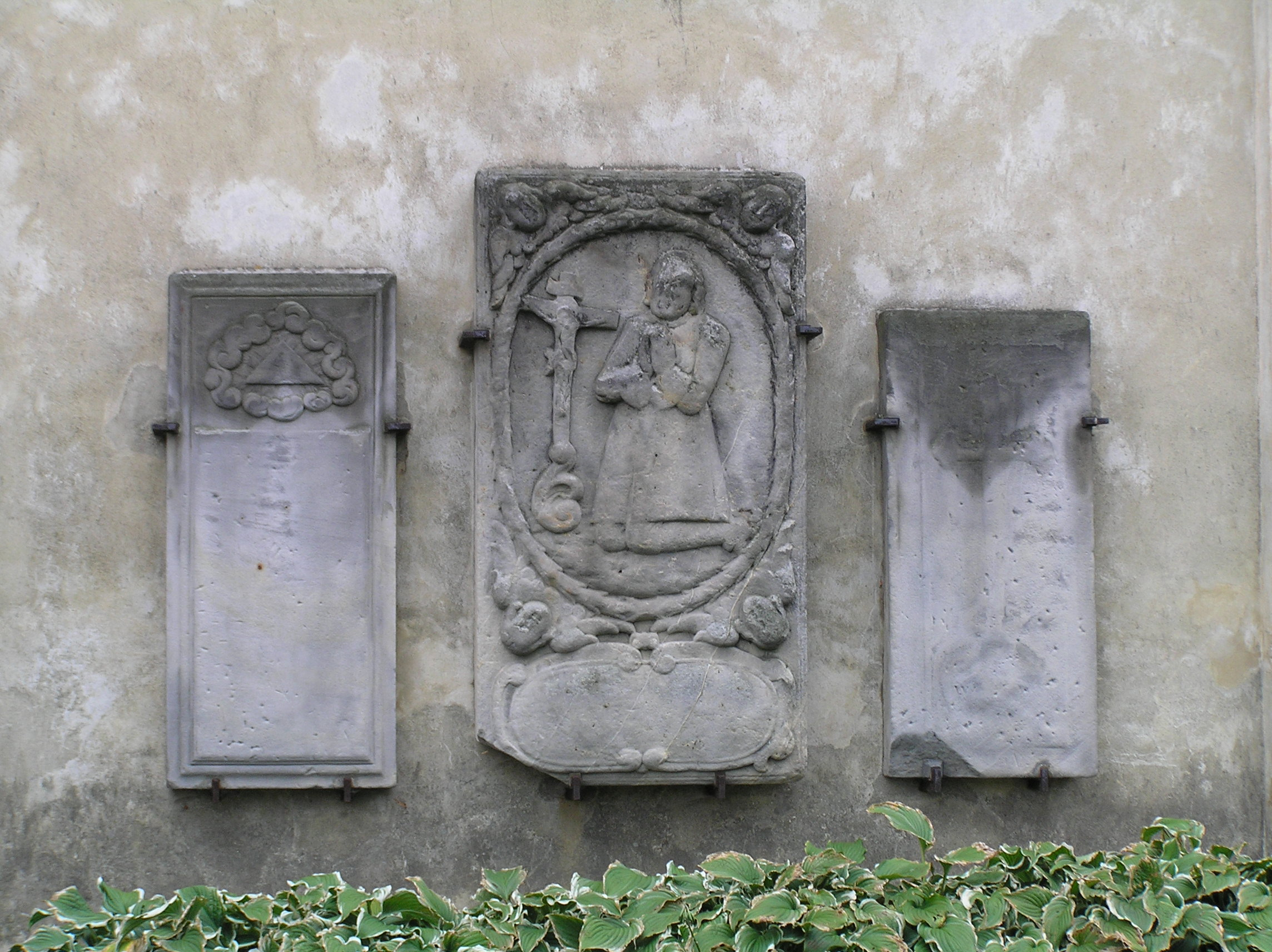
Náhrobníky ve zdi kostela ve Bzí

Venkovský barokní kostel, stojící na místě starší dřevěné stavby, vznikl ve Bzí v letech 1692–1697 jako náhrada staršího dřevěného objektu, který byl patrně po několika živelních pohromách obnovován. Po roce 1945 zchátral. Ve 21. století je postupně opravován místním okrašlovacím spolkem.

## Architektura
Jedná se o rozlehlý jednolodní kostel s půlkruhovým presbytářem se sakristií na severní straně. V západním průčelí se nachází hranolová věž. Ve štítu sakristie je sousoší Korunování Panny Marie. Jedná se o zlidovělé dílo z 18. století, které bylo v roce 1826 obnoveno. Presbytář má valenou klenbu s výsečemi rámovanými hřebínkem. Loď má plochý strop.

## Zařízení
Hlavní oltář z konce 17. století je portálový s točenými sloupy. Jsou na něm sošky světců a obraz Nejsvětější Trojice. Boční oltář sv. Anny je se soškami světců a s původním obrazem z poloviny 18. století. Oltář Panny Marie je s obrazem černé Madony pocházející z poloviny 18. století. Původní sochy dvou řádových světců z oltáře byly umístěny do sakristie. Kazatelna z konce 17. století je s malovanými obrazy evangelistů. Pozdně gotický krucifix v nadživotní velikosti pochází z konce 15. století. Je obklopen barokními sochami Panny Marie, sv. Jana a sv. Máří Magdalény z 18. století. Socha Krista Trpitele pochází ze 2. poloviny 16. století.

## Zvony
Z původního zařízení staršího kostela se dochoval zejména velký zvon z roku 1593, po tragickém požáru železnobrodské zvonice roku 2007 nejstarší zvon jabloneckého okresu. Podařilo se ho objevit v hamburském skladu zvonů, zrekvírovaných za II. světové války, a přivézt nazpět.

## Fara
Duchovní správa ve Bzí byla již ve středověku. Římskokatolický kněz z fary spravoval rozsáhlé území včetně dnešního Jablonce nad Nisou. Budova fary je barokní z období kolem roku 1700. Jedná se o rozlehlou volnou jednopatrovou stavbu. V jejím přízemí se nacházejí křížové hřebínkové klenby. Uvnitř jsou obrazy Křížové cesty z roku 1826 signované a datované A. Hübnerem. Dále je zde soška Immaculaty z 2. poloviny 16. století a soška Madony s dítětem ze 2. poloviny 18. století. Fara je také od 3. května 1958 chráněna jako kulturní památka České republiky.

## Okolí kostela
Ve vsi se nachází polorozbořená barokní kaple sv. Anny z 18. století. Uvnitř je socha sv. Anny s Pannou Marií datovanou do roku 1789. Jsou zde také lidové barokní sošky z 18. století: sv. Jan Nepomucký, Madona s dítětem a sv. Anna Samotřetí.